# 프로비타민
프로비타민(provitamin)은 체내에서 비타민으로 바뀌는 물질을 말한다. 예를 들어 "프로비타민 B5"는 판테놀을 가리키며, 체내에서 "비타민 B5"(판토텐산)로 변환된다.
"프로비타민"이란 용어는 비타민의 활성이 거의 없거나 전혀 없는 물질에 사용되며, 정상적인 물질대사 과정을 거쳐 활성 상태로 바뀔 수 있다. 예를 들어 "프로비타민 A"는 레티놀(비타민 A)에 비해 1/6의 생물학적 활성을 가진 베타카로틴을 가리킨다. 베타카로틴은 신체 내에서 효소의 도움을 받아 레티놀로 변환된다. 다른 맥락에서 베타카로틴과 레티놀은 단순히 비타민 A의 다른 형태로 간주된다.
프로비타민 D2는 에르고스테롤이고, 프로비타민 D3는 7-디하이드로콜레스테롤이다. 메나다이온은 비타민 K의 합성 프로비타민이다.